# ZGMF-X42S Destiny
ZGMF-X42S 命運鋼彈（Destiny Gundam）為日本電視動畫《機動戰士鋼彈SEED DESTINY》中登場，被分類為機動戰士（MS）的虛構兵器之一，為主角真·飛鳥於故事後期搭乘之座機。機體名為英語「命運」之意，機體設計為大河原邦男。

ZGMF-X42S Destiny

## 開發經過
C.E.73年，在極為混沌的形勢之中，為了劃下與地球聯合戰爭的休止符，本機開發在P.L.A.N.T.最高評議會議長吉伯特·杜蘭朵的指示下正式啟動。
自開發之初即著眼於脈衝鋼彈駕駛員真·飛鳥的專用機，設計概念是讓脈衝鋼彈無須換裝魅影即得到集合於單一形態中的多樣性。於是，將威力型魅影（Force Silhouette）、巨劍型魅影（Sword Silhouette）及轟擊型魅影（Blast Silhouette）三種裝備統合、發展的新裝備「命運型魅影（Destiny Silhouette）」的開發就此開始了。但是搭載了過多武裝的命運型魅影，對於由核心飛梭組成的脈衝鋼彈複雜精密的機體構造帶來很大負荷，又因耗費電力的膨脹，到頭來承受不了實戰運用。根據這些數據，得出了「要創造出最強的萬能機，不如從零開始設計全新機體更有效率」的判斷。結果命運型魅影的製造僅有四機便中斷，移行至本機的開發了。
新機體開發之際，杜蘭朵議長提出了「將最高技術全都盛滿進去」的要求，這有著使用核引擎、幻象化粒子等為尤尼烏斯條約所禁止的各種技術的意味在，本機也實際用上了以這些技術發展出的裝備。另外，不僅僅是這些既有技術的發展轉移，可說是「以MS戰鬥運用的全新創造」的本機亦大量採用了獨有的系統。
本機原本應該擁有標示著搭載核引擎的型號「A」，超越第二世代系列（Second Stage Series）的第三世代系列（Third Stage Series）定位。然而，當時尤尼烏斯條約已形同具文，搭載核引擎看上去沒有問題，但仍出於政治理由隱匿了這個事實。為此將「A」從型號中削除並附加了表示第二世代系列的「S」代之，號碼則分配了一直是缺號的「4」。

C.E.75年本機被修復並改造為ZGMF/A-42S2命運鋼彈Spec II，換裝全天周駕駛艙並強化出力。

## 機體介紹
本機搭載最新型動力機關Hyper Duetrion，多樣的強力兵裝均獲得了巨大出力，即便沒有外部裝備仍擁有恐怖的總體性能。此外，更統合、高性能化脈衝鋼彈原有的威力型魅影、巨劍型魅影與轟擊型魅影各武裝並成功裝備之，在任何戰鬥距離中都能發揮出壓倒敵機的最大攻擊力和驚異機動力。機能愈是增加，系統管理也愈是複雜，通過電子設備的強化，駕駛員得以不被打擾，細膩地控制機體遂行戰鬥。
與裝備類的高端化相反，本機的基本構造可說是相對標準的，沒有前期第二世代系列的變形、合體機構等特徵。被稱為「以MS戰鬥運用的全新創造」的本機並不僅止於既有技術的發展轉移，亦大量採用了獨自的系統，能夠進行與既往機體完全不同級別的戰鬥。軟件、硬件兩端均針對總是展現超反應速度的真·飛鳥加以調整，使真的潛在能力能夠毫無保留地發揮出來，唯有他搭乘時方能發揮本機的真正價值。
本機搭載的新型Hyper Duetrion引擎，為核引擎與氘核系統的混合動力，兩套發電機相互補完下，理論上沒有缺電問題，能夠發揮出既往動力機關數倍之出力。同時採用了新型的駕駛艙，外景顯示器通過前方及側邊面板的無縫一體化，實現了高辨識度的廣域視界。操作系統亦採用新型的「MOBILE SUIT NEO OPERATION SYSTEM Ver.1.62 Rev.29 」，能夠順暢地運行各種先進化裝備群。包括控制介面在內的設備類都是高端化的，維持了同第二世代系列駕駛艙相近的配置，因此真‧飛鳥即使初次搭乘也能夠毫無困惑地操作。機體在高出力運轉時，中央的副顯示器會彈出。
全身各部位備有多樣武裝的本機，必須在戰鬥中不浪費時間地使用這些性質各異的武裝；為了實現之，機體各處的可動部位配備了能夠做出接近人類動作的機構。覆蓋本機全身的裝甲，在其可動部位周邊做了更細緻的分割，肢體運動時這些裝甲會靈活地連動滑行，使可動範圍擴大，提升運動性。此機構可說是以裝甲的輕量化換取運動性的提升，會使裝甲產生間隙，導致防禦力下降。值得一提的是攻擊自由鋼彈亦採用了同樣的機構，以煌·大和的被彈率低為由，粗暴地無視防禦力下降而提升運動性至極限，是以「不被彈」為前提的極端規格。然而本機則不同，通過解析專屬駕駛員真·飛鳥的戰鬥數據，以他的實績來進行活動範圍的設定與裝甲的分割。令本機面對敵人時無防備的瞬間被壓縮至最小限度，同時盡量發揮出最大的機動性，是比較務實的規格，尋求防禦力與運動性之間的平衡。另外，在機體交付予真·飛鳥後，裝甲又進行了數次微調整。構成關節的內部骨骼是由VPS裝甲技術轉移的特殊素材所製成，素材性質會配合肢體運動而變化，打造出有柔軟度的關節。這種特殊素材的硬化和柔軟化需要常時穩定地供給電力，剩餘的電力會作為光子放出，使關節帶有鈍感的金屬光芒，因此本機具備巨大的發電能力是不可或缺的。然而，這樣的機構卻也使本機的機體構造較通常的MS複雜數倍，在生產性和整備性方面均存在頗大問題。
本機背部的飛翼部件是從自由鋼彈的活動空氣動力彈性翼（Active Aeroelastic Wing）發展而來的產物，無論大氣圈內或宇宙空間均能發揮絕加機動性。而機翼的內部，更搭載了技術轉移自行星間航行用推進系統「光輝傳遞者（Voiture Lumiere）」的高推力推進器。原本觀星者鋼彈所搭載的同名技術是接收太陽風及各種鐳射或荷電粒子，通過能量轉換得以利用光壓推進，兼具作為鐳射推進的一面。導入此技術的其他軍用MS，則是利用機體內的雷射發送器，並搭載了動態的瞬間加速力優秀的模組。而本機也是通過特殊的能量轉換，獲得強大的光壓作為推進力，來自Hyper Duetrion引擎供給的無限電力形成巨大的赤色光之翼，發揮出無與倫比的超加速。同時廣域散佈幻象化粒子，在周圍的空間上形成自機的光學殘像，使敵人在視覺上、電子上均無法捕捉，本機壓倒的機動性已成為同時代MS的最強級別。
武裝方面，本機頭部兩側內藏了近接防禦機關砲MMI-GAU26 17.5mmCIWS，實體彈式的火器。比前期第二世代系列的20mm更加小徑化，裝彈數得以增加，並通過彈芯改良抑制了殺傷力的下降。用以對地壓制、牽制敵機及攔截導彈等，用途廣泛。主武裝MA-BAR73/S 高能量光束步槍，為前期第二世代系列光束步槍的改良型，速射性與射角優秀，性能均衡的中距離戰鬥用光束步槍。通過改良對應Hyper Duetrion引擎豐沛的電力供給，實現了出力和連射性的大幅提升。
裝備於雙手背部的X2351 「隔絕光」光束盾發生裝置，改良自亥伯龍鋼彈的「單相光波防禦盾」。無論光束兵器、實體彈均可遮斷，能夠將破滅鋼彈的大出力光束完全無效化，防禦力凌駕於傳統施以對光束塗層的實體盾。即便展開中也能從盾的內側攻擊，可任意調整展開形狀與面積，適合全方位使用，光束接觸敵機的同時用於攻擊或作為光束砲射擊也是可以的。本機仍攜行一面反光束盾，這是考慮到本機經常衝擊砲火兇猛的敵陣，可能遭遇某些光束盾無法抵禦的攻擊（施以對光束塗層的物體可穿透光束盾），以及突破要塞的光束盾。盾是比較小型的規格，但與脈衝鋼彈的機動防盾同樣具有可擴大防禦面積的伸縮機構，兼顧良好的靈活性。以輕量且超高硬度的特殊金屬製成的對光束塗層防盾，亦可和光束盾並用。
本機獨有的MMI-X340 「掌中槍」掌部光束砲，裝備於兩手掌部，可說是暗器的光束砲。沒有架設光束砲的動作就能發動攻擊，交會的接近戰鬥也相當好用，可確實破壞密著狀態下的對手，亦有作為光束短劍的機能。以通常不會發生的零距離格鬥戰為想定的兵裝，可看出本機的特異性。實現「以MS戰鬥運用的全新創造」，本機獨自新機軸的兵裝之一，故戰術的變化也是未知數。威力非常高，擁有一擊破壞戰艦等級的恐怖威力。
左右肩側配備了兩支RQM60F 「爍刃二式」光束迴旋鏢，為巨劍型魅影的「爍刃」光束迴旋鏢的發展型，主要用於投擲攻擊。導入了簡易式龍騎兵系統（DRAGOON System），可依照駕駛員腦中描繪的弧形軌道飛行，延伸光束刃的輸出長度作為手持式的光束軍刀使用也是可以的。投擲時的出力擁有輕易切斷防盾、連同MS一併破壞掉的威力。另外，取消了兩刀連結的機能，新增了可作為實體刃迴旋鏢使用的原創機能，亦可作為手持實體刃。
右背面配備一柄MMI-714 「亞隆戴特」光束巨劍，為巨劍型魅影的「石中劍」鐳射對艦刀的改良型，名稱的由來則是圓桌武士之長‧蘭斯洛特的愛劍。刀身進一步伸長，超越機體身長，裝備時為折疊的狀態。通過巨大的實體刃與光束刃如斬馬刀般輕易破壞艦艇，甚至能將破滅鋼彈一刀兩斷。擁有繼承自「石中劍」的高銳利度，作為格鬥戰用兵裝有著破格的威力。不使用時刀身折疊起來裝備於右後背的武器架台。具有如此長、大的刀身，可預料到平衡性絕對談不上良好，駕駛員須有相當的技術方能操控自如。本機五體的柔軟度更是不可或缺的，換作其他機體，即便裝備了也無法使用。
左背面裝備了M2000GX 高能量長射程光束砲，破壞力與精準度兼具的大型光束發射管。來自Hyper Duetrion引擎豐沛的能量供給，不僅高威力、長射程，連射性能也很優秀。其性能遙遙凌駕於包括轟擊型魅影在內、既有的MS用光束發射器。令人誇耀的是不只對艦戰、對要塞戰，對MS戰亦有很高的運用性，而且無須手持也可展開使用。發砲時展開22米的砲身超越機體的身長，應用了機體本體亦採用的基本構造細分割化與連動滑行機構，不使用時砲身折疊起來裝備於左後背的武器架台。另外也存在其他擁有變形機構的武裝，不過都沒有複雜化到如此程度的。
添加了各式各樣「Gundam Type MS」特色的本機是札夫特究極的MS，其性能實際上已達第三世代以上的高世代，被評為「火力、機動力、防禦力、信賴性等全面凌駕脈衝鋼彈的『最強MS』」。
C.E.74年，札夫特紅衣精英兵真·飛鳥駕駛本機投入反理法戰爭，作為捍衛「命運計畫」的象徵不斷地奮戰。為了根絕戰爭，其高超的駕駛技術將本機的潛在能力毫無保留地發揮出來，在地上和宇宙取得對大西洋聯邦的全面勝利，並成功殲滅了理法。然而在決定杜蘭朵議長是否能主宰世界的彌賽亞攻防戰中，由於真·飛鳥自身意志的動搖和精神狀態的不穩定，本機吃下了唯一也是最後的敗仗。
C.E.75年，命運高達送往奧布合衆國進行維修和改造，成為“命運高達規格二”，改善了機體本身的高耗能的問題，並在Foundation動亂中大放異彩。

## 機體諸元
- 型號：ZGMF-X42S
- 名稱：Destiny
- 建造：P.L.A.N.T.
- 所屬：札夫特強襲登陸型MS戰艦智慧女神號 → 札夫特宇宙要塞彌賽亞
- 分類：札夫特鋼彈目 ‧ ZGMF-X第二世代系列 ‧ 高機動試作機
- 全高：18.08公尺
- 重量：79.44公噸
- 裝甲材質：VPS裝甲
- 動力源：Hyper Deuterion引擎
- 操作系統：MOBILE SUIT NEO OPERATION SYSTEM「Gunnery United Nuclear-Deuterion Advanced Maneuver System Ver.1.62 Rev.29」
- 駕駛員：真·飛鳥[2]

### 特殊裝備或機能
- 中子干擾調解器
- 光壓高推力推進器
- 幻象化粒子
- 高運動性關節機構

命運高達規格二時新增：
- 氘核射綫能量輸送系統

## 機體武裝
- MMI-GAU26 17.5mmCIWS × 2
- MA-BAR73/S 高能量光束步槍
- 反光束盾 × 1
- MX2351 「隔絕光（Solidus Fulgor）」光束盾發生裝置 × 2
- MMI-X340 「掌中槍（Palma Fiocina）」掌部光束砲 × 2
- RQM60F 「爍刃二式（Flash Edge 2）」光束迴旋鏢 × 2
- MMI-714 「亞隆戴特（Arondight）」光束對艦刀
- M2000GX 高能量長射程光束砲
- A-GXQ754/V2宙斯魅影（Zeus Silhouette）
  - 《在機動戰士高達SEED FREEDOM》中登場的新裝備。此魅影裝備是在第二次血色情人節戰爭晚期專門為命運高達而開發的，但因為火力過於强大而被封印，後來在Foundation衝突中投入戰場。該裝備擁有大型磁軌炮和兩支後備炮管、射擊控制用的感應器背包、附加腿部裝甲噴射器、裙甲及胸部裝甲與導彈發射器，裝備在MS身上之前它會以飛行器形態存在。雖然其他MS（如破曉高達）也可以裝備它，但由於磁軌炮需要消耗巨大的能源，所以一定要由核能驅動的MS來使用。不過，命運高達必需要將背部的長程光束炮和亞隆戴特卸除才能裝備它。

## 戰鬥史

### C.E.74年
- 阿斯蘭叛逃事件：真·飛鳥駕駛本機首次出擊，以壓倒的性能輕易地擊墜了阿斯蘭·薩拉搭乘的古夫烈焰型。[2]
- Operation Ragnarok（天堂基地攻防戰）：以札夫特為首的反理法同盟軍集結於直布羅陀基地後，緊接著包圍位於冰島的地球聯合軍最高司令部——天堂基地，要求交出戰犯‧理法盟主兼藍色宇宙新盟主的洛德·吉布列。然而地球軍理法派部隊無預警的奇襲，並一口氣出動五機破滅鋼彈令同盟軍前鋒艦隊損失慘重。真·飛鳥搭乘本機出擊，發揮強大的速度與攻擊力擊墜數機威達。接著單獨擊破兩機破滅鋼彈，並偕傳說鋼彈與脈衝鋼彈攜手攻擊打倒一機，最終攻破了天堂基地，同盟軍勝利。[2]
- Operation Fury：歐普因隱匿戰犯洛德·吉布列而遭到反理法同盟軍舉兵攻擊，歐普國防軍在卡佳里·尤拉·阿斯哈駕駛曉歸來後的率領下頑強抵抗。亟欲打垮歐普的真·飛鳥駕駛本機出擊，迅速擊破數機村雨並完全壓制曉，然而最後一擊卻被突然空降下來的攻擊自由鋼彈阻撓，本機與之激鬥。隨著戰事陷入膠著，智慧女神號推進前線參戰，命雷·札·巴雷爾駕駛傳說鋼彈出擊支援本機。然而本機疑似因動力機關Hyper Duetrion發生某種錯誤，無法充電導致殘餘能量低下，一度撤退歸艦。本機補給完成後回到戰場與傳說鋼彈一同圍攻攻擊自由鋼彈，正當本機將要擊墜攻擊自由鋼彈時，突遭阿斯蘭·薩拉駕駛的無限正義鋼彈介入。曾被自己殺死的對象卻接連現身，真驚愕不已，又被阿斯蘭的勸誘所動搖，本機右手腕遭到無限正義鋼彈切斷。最終由於洛德·吉布列成功逃往宇宙，失去了大義名分的同盟軍撤退。[2]
- 第達羅斯、安魂曲攻防戰：為了阻止洛德·吉布列再度朝P.L.A.N.T.本國發射「安魂曲」，試圖壓制「安魂曲」第一中繼點「佛瑞」的札夫特，以超大型航母岡瓦納號為主力的月軌道艦隊出擊。乘著駐守第達羅斯基地的地球軍第三機動艦隊前往防衛「佛瑞」時，智慧女神號對第達羅斯基地發動奇襲。真·飛鳥駕駛本機再次展現其壓倒性戰鬥能力，擊墜眾多威達與破滅鋼彈，並支援轟擊型脈衝鋼彈潛入基地內部破壞鎮魂曲的控制中心。而本機亦同樣突擊基地指揮部，並摧毀了在港口待命中的艦隊。最終洛德·吉布列準備搭乘戰艦再度脫逃時，被傳說鋼彈成功攔截，理法覆滅。
- 彌賽亞攻防戰：札夫特先坐視歐普軍破壞「鎮魂曲」第一中繼站「佛瑞」，任其向第達洛斯基地進發後，再由以智慧女神號為首的艦隊從後方突襲以期一口氣消滅歐普軍。本機同傳說鋼彈再度和攻擊自由鋼彈、無限正義鋼彈交鋒，難分勝負。隨後本機追擊欲前往第達羅斯基地破壞「安魂曲」的無限正義鋼彈，救援了遭其壓制的脈衝鋼彈。在對無限正義鋼彈的戰鬥中，精神狀態已不穩定的真·飛鳥被阿斯蘭·薩拉的言語所動搖而焦躁不已，逐漸落居劣勢，對艦刀遭破壞。面對阿斯蘭的質問，真的腦中不斷浮現家人和史黛拉之死、對阿斯蘭與歐普的矛盾想法、對自由鋼彈的憎恨而陷入混亂，以「掌中槍」發動特攻，露娜瑪麗亞·霍克的脈衝鋼彈卻意外地闖入阻擋。這一瞬間，真竟看見了妹妹真由·飛鳥和史黛拉·路歇的幻影，以及自由鋼彈的幻影與脈衝鋼彈錯亂重疊。彷彿是想要從自由鋼彈手中救下妹妹與史黛拉般，真徹底崩潰地嘶吼著「住手——！」持續將掌中槍伸向脈衝鋼彈。情急之中阿斯蘭的無限正義鋼彈從旁出手，本機未閃避而是以「掌中槍」正面接住了二刀流，卻以手指握住光束刃引發爆炸失去雙手；接著又胡亂踢出右腳迎擊對手的「斬蹴」而遭到切斷，機身損傷嚴重墜落在月球表面上。最終機動要塞‧彌賽亞和第達羅斯基地的安魂曲均遭到歐普軍摧毀，札夫特敗北。

### C.E.75年
- Foundation衝突：當COMPASS在藍波斯菊殘黨追擊戰中因為中了Foundation的圈套，真·飛鳥駕駛的不朽正義高達被黑騎士打至大破，幸好真死裏逃生並與救出基拉等殘存成員的阿斯蘭會合，然後他到奧布領取已經升級完成的“命運高達規格二”，並登上被“騎劫”的千禧年號戰艦中飛往宇宙。真駕駛著命運高達規格二出擊，與駕駛“衝擊高達規格二”的露娜瑪莉亞·賀古一起重創Foundation艦隊，黑騎士小隊出擊迎戰真，他們企圖操控真的内心但因為他心中的絲黛拉化作黑暗嚇倒他們，真使出多重幻影分身令黑騎士小隊陷入混亂並將他們逐一擊殺，然後真接手由穆·拉·布拉加送來的“宙斯魅影”裝備破壞「鎮魂曲」。

## 爭議
儘管在原作中表現不如預期，本作播畢後命運鋼彈的人氣反而節節竄升，在《超級機器人大戰系列》表現均十分搶眼，真·飛鳥甚至有著唯一主角般的精采表現，一反原作的乏善可陳。日本網路上舉辦「最期待模型MG化之機體」投票，命運鋼彈高居前三位，其後迅速實現上市的MG版模型無論品質與銷售均有亮眼成績。2009年，SUNRISE製作的GUNDAM 30周年宣傳動畫短片中，命運鋼彈作为代表《SEED DESTINY》的機體登場，而非攻擊自由鋼彈。
日本「Hobby Japan MOOK 機動戰士鋼彈 SEED DESTINY模型Vol.1」曾指出，命運鋼彈的敗北並非性能上的差異，而是包含了駕駛員能力及戰鬥時精神狀態所造成的結果，即便迎來完全相反的結局也不奇怪。根據日本「週刊鋼彈‧Fact File」新鋼彈用語辭典的「命運鋼彈」項目的描述，本機為C.E.紀元最強MS。新版的GUNDAM Perfect File則將命運鋼彈、傳說鋼彈、攻擊自由鋼彈及無限正義鋼彈並列四大最強MS，並追加了阿斯蘭·薩拉轉向歐普後，超常發揮十二分（120%）實力的設定，算是間接為真·飛鳥的實力平反。而最後真·飛鳥的實力於Seed Freedom劇場版中正式獲得平反

## 命運鋼彈 海涅·威斯坦弗斯專用機
本機是慶祝鋼普拉30周年暨與T.M.Revolution合作的專輯「X42S-REVOLUTION 初回生産限定盤 Type A」發售，配合此專輯推出的新模型。據T.M.Revolution的西川貴教表示，此專輯原本預定是要配合當時的「劇場版機動戰士鋼彈SEED」發表的。然而隨著該電影始終無聲無息，專輯便成為了紀念鋼普拉30周年的企劃之一，其收錄的新曲《Imaginary Ark》則作為活動的官方主題曲。機體編號為ZGMF-X42S-REVOLUTION。

### 開發經過
C.E.74年，在與地球聯合的戰爭末期，札夫特投入的最強MS命運鋼彈，長久以來被認為僅有真·飛鳥搭乘的那一機而已。然而，近年公開的資料揭露了其他同型机存在的可能。
面對規模、物量佔絕對優勢的地球聯合，P.L.A.N.T.不能重蹈前大戰陷入持久戰泥淖的覆轍。札夫特企望結合最強MS與駕駛員的部隊，能夠一舉擊潰地球聯合的戰力，迅速使其喪失戰意。於是產生了從各地战线集合战绩优秀的王牌駕駛員，建成有效運用以命运鋼彈为主力MS的特殊部隊「Concluders」的構想。
海涅·威斯坦弗斯被选为其中一员，而且是預定的隊長，为其专用調整的命運鋼彈亦展開了製造。然而海涅在機體完成之前便戰死，計畫被擱置，部隊亦未編成。後來真·飛鳥崛起成為新的命運鋼彈駕駛員，由於他一人就創下了當初欲成立「Concluders」所期望的戰果，且經實戰運用後暴露出命運鋼彈的機體构造較一般MS複雜数倍，在生产性和整備性方面有著很大的问题，故「Concluders」的成立不再被提及。
本機型號ZGMF-X42S-REVOLUTION不同於真·飛鳥機的ZGMF-X42S，因此兩者應非同一機。但關於本機和真·飛鳥機的差異，除了將真·飛鳥機的機體藍色部位改為橙色，以及光束兵器的光束顏色改為黃色之外，其他相異處官方未有說明。此外，《機動戰士GUNDAM SEED MSV》開發系譜圖上並無本機的存在，包括「本機是否製造完成」、「其他同型機是否存在」等疑問均不明。

## 外部連結
- ZGMF-X42S 命運高達《機動戰士GUNDAM SEED DESTINY》gundam.info官方網站 （页面存档备份，存于）（繁體中文）（简体中文）（英文）